# Яскульски, Ганс
Ганс Яскульски (нем. Hans Jaskulsky; 14 сентября 1912, Замочин, Германская империя — 14 июня 2007, Бохум, Германия) — немецкий юрист, штурмбаннфюрер СС и руководитель айнзацкоманды 13, входившей в состав айнзацгруппы H.

## Биография
Ганс Яскульски родился 14 сентября 1912 года в провинции Позен в семье коммерческого директора. В 1920 году после присоединения этой области к польскому государству его семья переехала в померанский Торгелов, а в 1929 году — в Берлин. Там в 1931 году получил аттестат зрелости и впоследствии в течение трёх семестров изучал юриспруденцию, до того как переехал в Гейдельберг. В марте 1933 года стал руководителем отдела гейдельбергского студенческого общества и прервал учёбу для осуществления политической деятельности.
В возрасте 16 лет Яскульски присоединился к гитлерюгенду. 1 мая 1933 года вступил в НСДАП (билет № 2636039). С 1933 по 1935 год был членом Штурмовых отрядов (СА). 1 декабря 1935 года был зачислен в СС (№ 276308). В октябре 1934 года был назначен руководителем немецкого студенчества и в январе 1935 года стал начальником штаба. В марте 1936 года в качестве студента был отправлен на один год в Женеву. После возвращения до конца июня 1937 года работал в академии государственных исследований и планирований. В марте 1938 году был принят на службу в качестве референта в унтерабшнит СД в Берлине. В сентябре 1938 года был переведён в Вену и позже стал руководители отдела по праву и  культуре при абшните СД в Граце. В апреле 1938 года в отделе аттестации юридических кадров при апелляционном суде Берлина сдал первый юридический экзамен и в мае 1939 года в университет Граца получил докторскую степень по праву. В феврале 1941 года стал начальником абшнита СД в Байройте. С осени 1943 года и до начала 1944 года был руководителем абшнита СД во Франкфурте-на-Майне. Затем был откомандирован в Словакию, где до января 1945 года возглавлял айнзацкоманду 13 в составе айнзацгруппы H. В 1944 году был награждён железным крестом 2-го класса и крестом «За военные заслуги» 1-го класса с мечами. До 24 апреля 1945 года работал в Главном управлении имперской безопасности в отделе VI C.
После войны был продавцом в Констанце. Яскульски также принимал активное участие в деятельности немецко-швейцарского клуба моторных лодок и неоднократно был президентом этого клуба. В ноябре 2003 года переехал в Бохум, где в 2007 году умер от тяжёлой болезни.